# Trilepida acutirostris
Trilepida acutirostris — вид змій родини струнких сліпунів (Leptotyphlopidae). Ендемік Бразилії.

## Поширення і екологія
Trilepida acutirostris відомі з типової місцевості, розташованої в мікрорегіоні Жалапан в штаті Токантінс. Вони живуть в саванах серрадо.